# Puntate di Melevisione (tredicesima stagione)
La tredicesima stagione di  Melevisione è composta da 45 puntate ed è stata trasmessa in prima visione dal 23 maggio al 22 luglio 2011. Questa edizione è la più corta della storia in campo di episodi. A partire da questa edizione il programma si sposta su Rai Yoyo. Inoltre il programma cambia sia la storica sigla iniziale sia quella finale.
Le puntate della Melevisione sono andate regolarmente in onda dal lunedì al venerdì alle 8.30, 11.30 e 17.00.

## Cast
| Personaggio        | Interprete         |
| ------------------ | ------------------ |
| Milo Cotogno       | Lorenzo Branchetti |
| Lupo Lucio         | Guido Ruffa        |
| Principessa Odessa | Carlotta Jossetti  |
| Principe Giglio    | Enrico Dusio       |
| Fata Lina          | Paola D'Arienzo    |
| Strega Varana      | Zahira Berrezouga  |
| Balia Bea          | Licia Navarrini    |
| Orco Manno         | Diego Casalis      |
| Orchessa Orchidea  | Barbara Abbondanza |
| Vermio Malgozzo    | Riccardo Forte     |
| Radio Gufo         | Riccardo Forte     |
| Shirin Scintilla   | Valentina Bartolo  |

## Episodi
Gli episodi evidenziati in giallo sono stati inclusi ne I Classici della Melevisione.
| N. episodio | Nome della puntata             | Prima TV ita   | Personaggi presenti                                                   | Sceneggiatura    | Tema                | Canzone                       |
| ----------- | ------------------------------ | -------------- | --------------------------------------------------------------------- | ---------------- | ------------------- | ----------------------------- |
| 1           | Il ritratto magico             | 23 maggio 2011 | Milo Cotogno, Fata Lina, Strega Varana, Shirin Scintilla              | Janna Carioli    | Magia               |                               |
| 2           | Le cinque porte chiuse         | 24 maggio 2011 | Milo Cotogno, Lupo Lucio, Fata Lina, Balia Bea                        | Bruno Tognolini  | Cinque sensi        |                               |
| 3           | Il Basilisco stregato          | 25 maggio 2011 | Principe Giglio, Lupo Lucio, Strega Varana, Shirin Scintilla          | Lorenza Cingoli  | Serpenti            |                               |
| 4           | Voglia di fratelli             | 26 maggio 2011 | Fata Lina, Balia Bea, Orco Manno, Shirin Scintilla                    | Lorenza Cingoli  | Fratelli            |                               |
| 5           | La Fatalizia                   | 27 maggio 2011 | Milo Cotogno, Fata Lina, Principe Giglio, Strega Varana               | Luisa Mattia     | Bibite              | "Ce l'hanno con me"           |
| 6           | W la pappa                     | 30 maggio 2011 | Milo Cotogno, Lupo Lucio, Principe Giglio, Balia Bea                  | Luisa Mattia     | Dolci               |                               |
| 7           | Il Lupo-Pecora                 | 31 maggio 2011 | Milo Cotogno, Lupo Lucio, Principessa Odessa, Fata Lina               | Lucia Franchitti | Pecore e lana       |                               |
| 8           | Amata Varana                   | 1º giugno 2011 | Principessa Odessa, Principe Giglio, Balia Bea, Strega Varana         | Bruno Tognolini  | Matrimonio/Celibato |                               |
| 9           | Vola vola!                     | 2 giugno 2011  | Milo Cotogno, Principessa Odessa, Vermio Malgozzo, Orco Manno         | Janna Carioli    | Imbrogli            |                               |
| 10          | Il tesoro del pirata Barbaorca | 3 giugno 2011  | Milo Cotogno, Principe Giglio, Vermio Malgozzo, Orco Manno            | Martina Forti    | Tesori              |                               |
| 11          | La statua nel bosco            | 6 giugno 2011  | Milo Cotogno, Lupo Lucio, Principessa Odessa, Principe Giglio         | Lorenza Cingoli  | Statue              |                               |
| 12          | Orecchionite di Strega         | 7 giugno 2011  | Milo Cotogno, Fata Lina, Balia Bea, Strega Varana                     | Janna Carioli    | Malattie            | "La pallinite"                |
| 13          | Un bumbo in regalo             | 8 giugno 2011  | Lupo Lucio, Principessa Odessa, Balia Bea, Orchessa Orchidea          | Martina Forti    | Bambini             |                               |
| 14          | Un bruco per amico             | 9 giugno 2011  | Milo Cotogno, Lupo Lucio, Principe Giglio, Strega Varana              | Martina Forti    | Metamorfosi         |                               |
| 15          | L'ultima moda                  | 10 giugno 2011 | Milo Cotogno, Lupo Lucio, Fata Lina, Strega Varana                    | Janna Carioli    | Pellicce            |                               |
| 16          | Il segreto di Scopazia         | 13 giugno 2011 | Milo Cotogno, Lupo Lucio, Strega Varana, Vermio Malgozzo              | Lorenza Cingoli  | Lavoro              |                               |
| 17          | Buon appetito, Lupo Lucio!     | 14 giugno 2011 | Milo Cotogno, Lupo Lucio, Principessa Odessa, Fata Lina               | Luisa Mattia     | Alimenti            |                               |
| 18          | Una strega smemorata           | 15 giugno 2011 | Lupo Lucio, Fata Lina, Principe Giglio, Strega Varana                 | Martina Forti    | Memoria             |                               |
| 19          | La strega madrina              | 16 giugno 2011 | Lupo Lucio, Fata Lina, Balia Bea, Strega Varana                       | Lucia Franchitti | Bacchette magiche   |                               |
| 20          | Un fantasma alla reggia        | 17 giugno 2011 | Milo Cotogno, Principessa Odessa, Balia Bea, Vermio Malgozzo          | Lucia Franchitti | Fantasmi            |                               |
| 21          | Una fame che non ci vedo       | 20 giugno 2011 | Milo Cotogno, Lupo Lucio, Principe Giglio, Balia Bea                  | Bruno Tognolini  | Occhiali            |                               |
| 22          | La pioggia stregata            | 21 giugno 2011 | Milo Cotogno, Strega Varana, Orco Manno, Shirin Scintilla             | Lucia Franchitti | Pioggia             | "Le pozzanghere"              |
| 23          | Un principe geniale            | 22 giugno 2011 | Milo Cotogno, Principe Giglio, Vermio Malgozzo, Shirin Scintilla      | Lucia Franchitti | Desideri            | "Non si scherza con la magia" |
| 24          | Un orco al meglio              | 23 giugno 2011 | Milo Cotogno, Fata Lina, Balia Bea, Orco Manno                        | Martina Forti    | Pulizie             |                               |
| 25          | La giornata dell'Orcobontà     | 24 giugno 2011 | Milo Cotogno, Orco Manno, Orchessa Orchidea, Shirin Scintilla         | Bruno Tognolini  | Altruismo           |                               |
| 26          | Principessa Orchessa           | 27 giugno 2011 | Milo Cotogno, Principessa Odessa, Fata Lina, Orco Manno               | Lucia Franchitti | Scarpe              | "Scarpette di fiaba"          |
| 27          | Sirenetta e Balenetta          | 28 giugno 2011 | Milo Cotogno, Principessa Odessa, Vermio Malgozzo, Orchessa Orchidea  | Bruno Tognolini  | Grasso e magro      |                               |
| 28          | Un dinosauro al Fantabosco     | 29 giugno 2011 | Milo Cotogno, Fata Lina, Principe Giglio, Vermio Malgozzo             | Lorenza Cingoli  | Dinosauri           |                               |
| 29          | Il pestazoccolo                | 30 giugno 2011 | Milo Cotogno, Principe Giglio, Vermio Malgozzo, Orchessa Orchidea     | Janna Carioli    | Danza               |                               |
| 30          | Dillo con parole tue           | 1º luglio 2011 | Milo Cotogno, Balia Bea, Orco Manno, Orchessa Orchidea                | Janna Carioli    | Linguaggi           |                               |
| 31          | L'acqua di Orconia             | 4 luglio 2011  | Milo Cotogno, Orco Manno, Orchessa Orchidea, Shirin Scintilla         | Lorenza Cingoli  | Profumi e puzze     | "Orco romantico"              |
| 32          | Sposami, Balia Bea!            | 5 luglio 2011  | Milo Cotogno, Fata Lina, Balia Bea, Vermio Malgozzo                   | Martina Forti    | Corteggiamento      |                               |
| 33          | Un giocattolo scintillante     | 6 luglio 2011  | Milo Cotogno, Fata Lina, Principe Giglio, Shirin Scintilla            | Luisa Mattia     | Giocattoli          |                               |
| 34          | Lilleri per Sozzalanda         | 7 luglio 2011  | Milo Cotogno, Principessa Odessa, Balia Bea, Orchessa Orchidea        | Luisa Mattia     | Legalità            |                               |
| 35          | Il campeggio degli Orchi       | 8 luglio 2011  | Milo Cotogno, Balia Bea, Orco Manno, Orchessa Orchidea                | Luisa Mattia     | Energie alternative |                               |
| 36          | La fantapignosa Donna Foglia   | 11 luglio 2011 | Milo Cotogno, Principessa Odessa, Strega Varana, Shirin Scintilla     | Martina Forti    | Supereroi           |                               |
| 37          | Il Lupo spaventapasseri        | 12 luglio 2011 | Milo Cotogno, Lupo Lucio, Balia Bea, Strega Varana                    | Janna Carioli    | Farina              |                               |
| 38          | La Strega Turchina             | 13 luglio 2011 | Milo Cotogno, Lupo Lucio, Strega Varana, Vermio Malgozzo              | Martina Forti    | Pinocchio           |                               |
| 39          | Un'estate da strega            | 14 luglio 2011 | Milo Cotogno, Principessa Odessa, Balia Bea, Strega Varana            | Lorenza Cingoli  | Vacanze             | "Ballata del cielo"           |
| 40          | L'orologio stregato            | 15 luglio 2011 | Milo Cotogno, Principessa Odessa, Strega Varana, Shirin Scintilla     | Lorenza Cingoli  | Tempo               |                               |
| 41          | Due preziosi regali            | 18 luglio 2011 | Milo Cotogno, Lupo Lucio, Principessa Odessa, Vermio Malgozzo         | Luisa Mattia     | Valore delle cose   |                               |
| 42          | Il ritornello tormento         | 19 luglio 2011 | Milo Cotogno, Principessa Odessa, Principe Giglio, Strega Varana      | Bruno Tognolini  | Canzoni             | "Canzone risata"              |
| 43          | Viva Lupo Lucio                | 20 luglio 2011 | Milo Cotogno, Lupo Lucio, Strega Varana, Vermio Malgozzo              | Janna Carioli    | Elezioni            |                               |
| 44          | L'uovo del drago               | 21 luglio 2011 | Milo Cotogno, Lupo Lucio, Strega Varana, Orchessa Orchidea            | Lucia Franchitti | Draghi              |                               |
| 45          | Di fiaba in fiaba vanno        | 22 luglio 2011 | Milo Cotogno, Principessa Odessa, Orchessa Orchidea, Shirin Scintilla | Bruno Tognolini  | Partenze e arrivi   | "Di fiaba in fiaba"           |

## 1.Il ritratto magico
Prima TV ita: 23 maggio 2011.
Personaggi: Milo, Shirin, Fata Lina e Strega Varana.
Trama: Le fate hanno portato in dono a Principessa Odessa e Principe Giglio un loro ritratto e chiedono a Fata Lina di prendersene cura. Ma Shirin, dispettosa come è, disegna quattro baffi sulle loro facce. Subito Fata Lina li cancella con la magia tuttavia Shirin non se la dà per vinta e li disegna di nuovo per poi andare al chiosco da Milo a confessargli tutto. Nel frattempo Fata Lina accusa Strega Varana di aver disegnato i baffi con la magia ma ella dice di saper fare di meglio facendo apparire al loro posto delle facce di maiale. E quando Fata Lina le fa scomparire la strega scambia le facce dei principi. Scoppia così una vera e propria battaglia tra di loro dove alla fine entrambe usano la loro magia per intrappolarsi a vicenda nel ritratto, non riuscendo però a uscirne fuori. Fortunatamente Shirin non ha ancora usato il suo desiderio del giorno facendo così in modo di liberarle. Alla fine Strega Varana se ne va infuriata e Milo castiga Shirin obbligandola a lavare i piatti e i bicchieri per la festa mentre Fata Lina la aiuta e la tiene d'occhio.
Canzone: Nessuna.
Lavoretto: Corona.

## 2.Le cinque porte chiuse
Prima TV ita: 24 maggio 2011.
Personaggi: Milo, Lupo Lucio, Balia Bea e Fata Lina.
Trama: Strega Varana non c'è e Lupo Lucio ne approfitta per vedere nel suo antro se c'è qualcosa da mettere sotto i denti. Trova poi cinque bottiglie, che apre. Nel frattempo al chiosco Balia Bea ha portato le sue nuove ciambelle. Subito Milo ne assaggia una ma dice che non sa di niente. E quando la balia la mangia per capire ha la sua stessa reazione. Arriva poi Fata Lina e loro due sono costretti a ripeterle ogni due volte le frasi dato che lei non sente. E quando assaggia un'altra ciambella ha la stessa reazione di Milo e Balia Bea. Improvvisamente quest'ultima non sente più la stessa ciambella tra le mani dicendo che è come se le avesse vuote e i tre hanno un sospetto. Nel frattempo all'antro Lupo Lucio non fiuta più niente poiché ha aperto la bottiglia che glielo ha tolto. Arrivano poi Fata Lina e Balia Bea e, mentre quest'ultima porta il lupo al chiosco, la fata chiude le prime quattro bottiglie e con la sua magia spazza via la puzza che esse hanno portato. Tornano così i cinque sensi e al chiosco Lupo Lucio, dopo aver mangiato una ciambella, scappa con il cestino dicendo che gli è tornata la fame facendosi però inseguire da Balia Bea e Fata Lina.
Canzone: Nessuna.
Lavoretto: Gioco dei sensi.

## 3.Il Basilisco stregato
Messa TV ita: 25 maggio 2011.
Personaggi: Shirin, Strega Varana, Principe Giglio e Lupo Lucio.
Trama: Milo non c'è e a prendere il suo posto al chiosco c'è Shirin. Subito lei esprime il suo desiderio del giorno avendo così la possibilità di parlare con il bambino di Città Laggiù. Arriva poi Strega Varana che, starnutendo ripetutamente, cerca un suo "tesorino" lasciando insospettita la genietta. Nel frattempo all'antro Lupo Lucio sta riscaldando delle uova che ha trovato ma quando vede un Basilisco subito scappa terrorizzato. Arriva al chiosco e racconta tutto a Shirin dicendo anche di non temere i serpenti. Tuttavia la sua bugia viene rivelata quando la genietta lo spaventa con un finto serpente fatto di cartone. Nel frattempo all'antro Principe Giglio spia di nascosto la strega e, sentendo le sue parole, crede che voglia usare il Basilisco per diventare regina del Fantabosco così organizza un piano con Shirin per fermarla. Tuttavia alla fine Strega Varana rivela che non aveva cattive intenzioni bensì aveva bisogno della saliva del Basilisco per farsi curare il raffreddore. Dopo aver perdonato Principe Giglio per il malinteso, si mette a litigare con Lupo Lucio poiché lui vuole le uova che alla strega servono per il suo tesoro.
Canzone: Nessuna.
Lavoretto: Serpente.
Curiosità: Questa è la prima volta (in questa stagione è anche l'unica) in cui è Shirin a parlare allo spettatore.

## 4.Voglia di fratelli
Messa TV ita: 26 maggio 2011.
Personaggi: Balia Bea, Shirin, Orco Manno e Fata Lina.
Trama: Anche oggi Milo non c'è e al chiosco troviamo Balia Bea. Quando vede la lampada di Shirin subito la attira fuori con una ciambella vedendola però in pessime condizioni. La genietta rivela di soffrire di nostalgia per i suoi venti fratelli geni e se ne va triste alla radura. Alla fine decide di esprimere il suo desiderio del giorno facendo in modo che le prime due persone che passano diventino suoi fratelli. L'incantesimo funziona e i suoi fratelli diventano Orco Manno e Fata Lina. All'inizio Shirin è contenta ma poi ne ha abbastanza di loro poiché uno è irsuto e l'altra saccente. Fortunatamente Fata Lina non ha ancora espresso il suo desiderio del giorno così disfa quello di sua "sorella" Shirin facendo tornare tutto alla normalità. Improvvisamente un pietrino consegna una lettera di Genio Abù Zazà, il fratello di Shirin, il quale dice alla sorella che sarà a Fittaforesta per poche ore. Così la genietta, non riuscendo ad andarci a piedi data la distanza tra essa e il Fantabosco, si fa accompagnare da Orco Manno, poiché possiede gli Stivali delle Sette Leghe.
Canzone: Nessuna.
Lavoretto: Dado.

## 5.La Fatalizia
Prima TV ita: 27 maggio 2011.
Personaggi: Milo, Fata Lina, Strega Varana e Principe Giglio.
Trama: Milo decide di inventarsi una bibita chiamata Fatalizia per l'arrivo della Regina delle Fate al Fantabosco. Nel frattempo un'orribile puzza si sta spargendo per tutto il regno a causa di Strega Varana ma fortunatamente i valletti del castello la mandano via con dell'acqua di rosa. Poi la strega non potrà entrare nel suo antro e fare cosa tipiche da lei per ordine di Principessa Odessa. Al chiosco Milo non riesce a preparare la Fatalizia così chiede aiuto a Sputapallin ma invano poiché quando il folletto e Fata Lina la bevono ha lo stesso sapore delle altre bibite squisite. Nel frattempo Strega Varana scopre che non può entrare a casa sua così per vendicarsi decide di preparare lei la Fatalizia. Tuttavia questa idea le si ritorce contro poiché la bibita ha un sapore diverso da quel che dovrebbe essere. Quando però Milo, Fata Lina e Principe Giglio l'assaggiano vanno a complimentarsi con lei permettendole così di tornare a casa sua.
Canzone: Ce l'hanno con me.
Lavoretto: Nessuno.

## 6.W la pappa
Prima TV ita: 30 maggio 2011.
Personaggi: Milo, Lupo Lucio, Balia Bea e Principe Giglio.
Trama: A Poverinia c'è stata una pioggia torrenziale, così Balia Bea e Principessa Odessa portano cibo e acqua agli abitanti del paese, mentre Milo regala quaderni e matite. Nel frattempo Lupo Lucio si è costruito un rifugio tutto suo e quando vede degli uccelli passare prova invano a catturarli. 
Principe Giglio non tollera tuttavia tutto ciò, perciò decide di parlare con la sua fidanzata Odessa. Al chiosco Milo tira fuori tre barilotti di Pioggialatte, di cui i bambini di Poverinia sono ghiotti. Quando Principe Giglio porta da mangiare si scopre che la pentola è in realtà il pentolino fatato che sa sfornare ciambelle infinitamente. Lupo Lucio lo trova per caso ma non riesce a fargli smettere di sfornare ciambelle,  Milo allora lo aiuta e ci riesce. Alla fine Principe Giglio e Balia Bea decidono di portare tutte quelle ciambelle a Poverinia.
Canzone: Nessuna.
Lavoretto: Cartello.

## 7.Il Lupo-Pecora
Prima TV ita: 31 maggio 2011.
Personaggi: Milo, Lupo Lucio, Principessa Odessa e Fata Lina.
Trama: Oggi è la giornata della tosatura delle pecore reali e gli gnomi pastori hanno regalato a Milo un gomitolo fatto con la loro lana. Nel frattempo Drago Focus ha lanciato un'enorme fiammata che ha fatto fuggire tutte le pecore. Al chiosco Lupo Lucio spia di nascosto Principessa Odessa e Fata Lina e sentendole che dicono che le pecore possono essere mangiate da lui decide di farlo. Tuttavia viene poi accusato da loro ma Milo lo difende smentendo tutto ciò. Però poi per vedere se lo fa il folletto gli lega la coda con il gomitolo di lana facendo così in modo di fermarlo. Lupo Lucio si traveste poi da pecora per ingannarle ma la principessa e la fata lo smascherano trattandolo come una vera pecora e facendogli mangiare dell'erba fresca che a lui non piace. Così per punizione viene costretto a ritrovare il gregge con il suo travestimento e Fata Lina gli lancia un incantesimo per farlo belare. Nonostante le sue lamentele, Lupo Lucio riesce a trovare tutte le pecore così Fata Lina annulla l'incantesimo facendolo ritornare a ululare e Milo gli dà un regalo: ovvero una giostrina con delle pecore che può contare in modo da addormentarsi quando non riesce a prendere sonno.
Canzone: Nessuna.
Lavoretto: Gomitolo di lana.

## 8.Amata Varana
Messa TV ita: 1º giugno 2011.
Personaggi: Balia Bea, Strega Varana, Principe Giglio e Principessa Odessa.
Trama: Anche oggi c'è Balia Bea al chiosco e sta preparando la merenda per Principessa Odessa e Principe Giglio. Quando i due fidanzati arrivano, un pietrino consegna un pacco con una brillante scarpa rossa e un biglietto il quale dice che a chi calzerà quella scarpetta nel cuore del mittente vivrà lasciando i tre insospettiti. Principessa Odessa la prova tuttavia la scarpa è talmente larga da farle ballare il piede. E a Balia Bea invece risulta molto stretta. Quando però leggono la parola "tenebroso" sul biglietto capiscono che la fortunata è Strega Varana. I principi vanno così all'antro e la strega, sebbene riluttante, la indossa ed essa le calza a pennello. Quando i tre vanno al chiosco subito trovano l'altra scarpa che va anche quella a Varana. Poi arrivano altri tre pacchi sempre per la strega dove contengono un mazzo di rosse, delle stoffe e delle gemme e il mittente le ha paragonate ai colori delle parti del suo corpo. Tuttavia quando torna all'antro Varana distrugge infuriata tutti i regali per rifiutare il suo pretendente che le chiede la mano facendo così pulizia.
Canzone: Nessuna.
Lavoretto: Pop-up.